# SPLASH☆WORLD
『SPLASH☆WORLD』（スプラッシュ・ワールド）は、2017年2月22日にSony Recordsから発売されたmiwaの5枚目のオリジナルアルバム。

## 解説
オリジナル・アルバムとしては、前作『ONENESS』以来約2年振りとなる。シングル収録曲など全11曲を収録。
“水の循環”がテーマの本作は、アートディレクターに森本千絵、カメラマンにレスリー・キーというクリエイター陣を迎えて流れる水をコンセプトにアートワークを制作。
マスタリングはスチュアート・ホークス (Stuart Hawkes) が担当。 
初回生産限定盤（CD＋DVD）と通常盤（CD）の2形態で発売され、初回盤に付属する特典DVDには2016年11月5日に自身の母校である慶應義塾大学で行われた第58回三田祭前夜祭でのスペシャルライブの模様が収録される。

## 収録内容

### Disc1: CD
1. SPLASH
  - アルバムリード曲[5]。
2. 結 -ゆい-
  - 21stシングル表題曲。
3. Princess
  - 20thシングル（両A面）の表題曲#1。
4. 夜空。feat.ハジ→
  - 18thシングル表題曲。シンガー・ソングライターのハジ→とのコラボ曲[6]。
5. 君と100回目の恋
  - miwaの主演映画『君と100回目の恋』主題歌のアルバムバージョン。"movie ver."[注 4]とはアレンジが異なる“miwaバージョン”としての収録となる[7]。
6. アイオクリ
  - 映画『君と100回目の恋』劇中歌のアルバムバージョン。#5と同様、“miwaバージョン”としての収録[7]。
  - 作曲はandropの内澤崇仁。
  - "movie ver."と同様に映画ダブル主演の坂口健太郎がVo.で参加、andropの4人が演奏している。
7. シャンランラン
  - 20thシングル（両A面）の表題曲#2。
8. ATTENTION
9. 変わらぬ想い with Scott & Rivers
  - スコット&リバースの原曲をmiwa向けにアレンジ、プロデュースにも全面参加[8]。
10. 泣恋
  - 演奏に「アイオクリ」を手がけたandropの4人が参加[9]。
11. あなたがここにいて抱きしめることができるなら
  - 19thシングル表題曲。

| #         | タイトル                                         | 作詞               | 作曲                     | 編曲                                         | アーティスト     | 時間  |
| --------- | ------------------------------------------------ | ------------------ | ------------------------ | -------------------------------------------- | ---------------- | ----- |
| 1.        | 「SPLASH」                                       | miwa               | miwa & NAOKI-T           | NAOKI-T（編曲、ストリングス&ブラスアレンジ） | miwa             | 5:23  |
| 2.        | 「結 -ゆい-」                                    | miwa               | miwa                     | NAOKI-T（編曲、ストリングス&ブラスアレンジ） | miwa             | 4:39  |
| 3.        | 「Princess」                                     | miwa               | miwa, NAOKI-T            | NAOKI-T                                      | miwa             | 4:56  |
| 4.        | 「夜空。feat. ハジ→」                            | miwa & ハジ→       | miwa & ハジ→             | 小高光太郎                                   | miwa & ハジ→     | 5:11  |
| 5.        | 「君と100回目の恋」                              | miwa               | miwa                     | NAOKI-T（編曲、ストリングス&ブラスアレンジ） | miwa             | 4:39  |
| 6.        | 「アイオクリ」                                   | miwa               | 内澤崇仁 (androp)        | 内澤崇仁、岡村美央（ストリングスアレンジ）   | miwa, 坂口健太郎 | 4:02  |
| 7.        | 「シャンランラン」                               | miwa               | miwa, NAOKI-T            | NAOKI-T                                      | miwa             | 4:02  |
| 8.        | 「ATTENTION」                                    | miwa               | miwa & NAOKI-T           | NAOKI-T                                      | miwa             | 3:04  |
| 9.        | 「変わらぬ想い with Scott & Rivers」             | Scott Murphy, miwa | Rivers Cuomo, youth case | Scott & Rivers                               | miwa             | 4:25  |
| 10.       | 「泣恋」                                         | miwa               | miwa & NAOKI-T           | NAOKI-T                                      | miwa             | 4:33  |
| 11.       | 「あなたがここにいて抱きしめることができるなら」 | miwa               | miwa                     | NAOKI-T（編曲、ストリングスアレンジ）        | miwa             | 5:38  |
| 合計時間: | 合計時間:                                        | 合計時間:          | 合計時間:                | 合計時間:                                    | 合計時間:        | 50:32 |

### Disc2: DVD（初回限定盤のみ）
| #   | タイトル                          | 作詞 | 作曲・編曲 |
| --- | --------------------------------- | ---- | ---------- |
| 1.  | 「ミラクル」                      |      |            |
| 2.  | 「ストレスフリー」                |      |            |
| 3.  | 「Princess」                      |      |            |
| 4.  | 「441」                           |      |            |
| 5.  | 「片想い」                        |      |            |
| 6.  | 「夜空。」                        |      |            |
| 7.  | 「fighting-Φ-girls」              |      |            |
| 8.  | 「chAngE」                        |      |            |
| 9.  | 「again×again」                   |      |            |
| 10. | 「ヒカリヘ」                      |      |            |
| 11. | 「結-ゆい-」                      |      |            |
| 1.  | 「don't cry anymore」(アンコール) |      |            |
| 2.  | 「君に出会えたから」(アンコール)  |      |            |

## 演奏
- miwa
  - Vocal
  - Chorus (#1.3.7-11)
  - Acoustic Guitar (#1.2.3.5.9)
  - Electric Guitar (#8)
- NAOKI-T
  - Strings Arrangement (#1.2.5.11)
  - Brass Arrangement (#1)
  - Electric Guitar (#1.2.5.7.8)
  - Piano (#1.8)
  - Acoustic Guitar, Mandolin (#3.7)
  - Bass, Lap Steel Guitar (#3)
  - Wurlitzer (#5)
  - Banjo (#7)
  - Programming (#1.2.3.5.7.8.10.11)
  - Other Instruments  (#1.2.5.10.11)
- 種子田健：Electric Bass (#1)
- 山木秀夫：Drums (#1.2)
- 中野勇介：Trumpet, Flugelhorn (#1)
- 鹿討奏：Trombone (#1)
- 真部裕ストリングス：Strings (#1.2.5.11)
- 真部裕：Strings Arrangement (#2)
- 増崎孝司：Electric Guitar (#2)
- 松原秀樹：Bass (#2)
- 中西康晴：Piano (#2.11)
- 三沢またろう：Percussion (#2)
- ハジ→：Vocal (#4)
- 室屋光一郎ストリングス：Strings (#4)
- うみ野勝久：Guitar (#4)
- eji：Piano (#4)
- 大久保剛 (音速ライン)：Bass (#4)
- 栗原リョータ：Drums (#4)
- 真壁陽平：Electric Guitar (#5)
- 海老名崇史：Bass (#5)
- 河村吉宏：Drums (#5)
- 坂口健太郎：Vocal (#6)
- 内澤崇仁、佐藤拓也 (androp)：Guitar (#6.10)
- 前田恭介 (androp)：Bass (#6.10)
- 伊藤彬彦 (androp)：Drums (#6.10)
- 岡村美央：Strings Arrangement (#6)
- 小倉博和
  - Acoustic Guitar & 12 Strings Guitar (#7)
  - Guitar (#11)
- 田ノ岡三郎：Accordion (#7)
- 野崎森男：Electric Bass (#8)
- 野崎真助：Drums (#8)
- スコット・マーフィー (アリスター／MONOEYES)：Chorus (#9)
- リヴァース・クオモ (ウィーザー)：Electric Guitar & Chorus (#9)
- 中尾憲太郎：Bass (#9)
- 山口美代子：Drums (#9)
- 柴田敏孝：Keyboards (#9)
- 中島優紀：Violin (#9)
- 皆川真人：Piano (#10)
- 美久月千晴：Bass (#11)
- 河村智康：Drums (#11)

## タイアップ
| 楽曲                                             | タイアップ                                                     | 起用年 |
| ------------------------------------------------ | -------------------------------------------------------------- | ------ |
| 「結 -ゆい-」                                    | 『NHK全国学校音楽コンクール2016 (Nコン2016)』 課題曲           | 2016年 |
| 「結 -ゆい-」                                    | NHK『みんなのうた』（2016年8月 - 9月）使用曲                   | 2016年 |
| 「Princess」                                     | 森永製菓『ベイク』CMソング                                     | 2016年 |
| 「君と100回目の恋」                              | 映画『君と100回目の恋』主題歌                                  | 2017年 |
| 「アイオクリ」                                   | 映画『君と100回目の恋』劇中歌                                  | 2017年 |
| 「シャンランラン」                               | 日本テレビ・青森放送系テレビアニメ『ふらいんぐうぃっち』主題歌 | 2016年 |
| 「あなたがここにいて抱きしめることができるなら」 | TBS系テレビドラマ『コウノドリ』主題歌                          | 2015年 |